# Enfrentamiento de La Ruana
El Enfrentamiento en La Ruana o la Batalla de La Ruana fue un enfrentamiento a tiros entre civiles armados que sucedió el 16 de diciembre de 2014 en la localidad de La Ruana en el estado  mexicano de Michoacán. Este evento forma parte de la Guerra contra el crimen que inició en México en el año de 2006.
Ambos grupos involucrados eran denominados de autodefensa liderados por Hipólito Mora Chávez de un lado y del otro por José Antonio Torres Cervantes alias Simón el Americano, este último exlíder de los autodefensas del municipio de Buenavista Tomatlán.
Alrededor de 60 personas participaron en este enfrentamiento que dejó como saldo 11 muertos, cinco del lado de Mora, uno de los fundadores de los grupos de autodefensa en Michoacán. Entre estas bajas se encontraba Manuel Mora, hijo de Hipólito.